# Pandanus bismarckensis
Pandanus bismarckensis är en enhjärtbladig växtart som beskrevs av Harold St.John. Pandanus bismarckensis ingår i släktet Pandanus och familjen Pandanaceae. Inga underarter finns listade.